# Nguyễn Hộ
Nguyễn Hộ (1 tháng 5 năm 1916 – 2 tháng 7 năm 2009) là một cựu chiến binh trong Mặt trận Dân tộc Giải phóng Miền Nam Việt Nam, lãnh đạo Câu lạc bộ Những Người Kháng chiến cũ, và người được tặng giải thưởng Hellman/Hammett của Tổ chức Theo dõi Nhân quyền.

## Hoạt động xã hội và chính trị
Ông sinh tại Gò Vấp, Sài Gòn và gia nhập Đảng Cộng sản Việt Nam năm 1937. Năm 1940 bị chính quyền Đông Dương thuộc Pháp ghép tội kích động đình công ở xưởng đóng tàu Ba Son, ông bị tuyên án tù 5 năm ở Côn Đảo.
Sau khi được thả, ông chuyển sang hoạt động chống chính quyền Việt Nam Cộng hòa, nắm chức Ủy viên Thường trực của Ban Thường vụ Ủy ban Kháng chiến Sài Gòn – Chợ Lớn (1950–1952). Sau năm 1975 ông làm Phó Chủ tịch Tổng công đoàn Việt Nam, Thư ký Liên hiệp Công đoàn thành phố Hồ Chí Minh, rồi Chủ tịch Ủy ban Mặt trận Tổ quốc Việt Nam thành phố Hồ Chí Minh.
Năm 1986 ông là một trong những người thành lập Câu lạc bộ Những Người Kháng chiến cũ cùng các ông La Văn Lâm, Đỗ Trung Hiếu, Trần Văn Giàu, Trần Bạch Đằng, Tạ Bá Tòng và thượng tướng Trần Nam Trung. Tờ báo Truyền thống Kháng chiến của nhóm này ra mắt số đầu tiên vào tháng 9 năm 1988 nhưng sau đó vì quan điểm bị cho là chỉ trích chính quyền nên báo buộc phải đình bản. Tổ chức này năm 1989 cũng bị chính quyền giải tán.
Bất bình, ông từ bỏ Đảng năm 1991 sau hơn 53 năm trong đảng. Sau đó ông bị bắt và quản thúc tại gia vì tội "chống Đảng".
Từ đó ông càng phản đối mãnh liệt hơn qua những văn bản như bài luận "Giải pháp Hòa hợp Hòa giải" và cuốn sách Quan điểm và cuộc sống. Sách của ông kêu gọi Đảng Cộng sản Việt Nam hãy từ bỏ Chủ nghĩa Marx – Lenin. Cũng vì quan điểm của ông mà ông bị nhà chức trách bắt lần thứ hai năm 1994. Theo ông Việt Nam ở thời điểm năm 2008 chỉ có độc lập chứ không có tự do.
Vì hoạt động của ông, Tổ chức Theo dõi Nhân quyền (Human Rights Watch) đã trao ông giải thưởng Hammett/Hellman (Giải Tự do Phát biểu).
Ông mất ngày 2 tháng 7 năm 2009, thọ 93 tuổi.

## Liên kết
1. Bản báo cáo Nhân quyền Việt Nam năm 1996 của HRW nêu danh Nguyễn Hộ
2. Bản báo cáo Nhân quyền Việt Nam năm 2000 của HRW nêu danh Nguyễn Hộ
3. Một thời lịch sử với Nguyễn Hộ